# Juan Lucumí
Juan David Lucumí (Cali, Colombia; 1 de junio de 1999) es un futbolista colombiano. Juega como delantero y su equipo actual es Ayacucho FC de la Liga 1 del Perú. 

## Trayectoria
Se inició en el fútbol en las formativas de su ciudad Cali en el Valencia Fútbol Club, también probó en América y finalmente en el Club Deportivo América Pedro Sellares, antes de llegar al Cortuluá, con el equipo de Tuluá debutó en el fútbol profesional colombiano el 20 de agosto de 2019 en el partido contra Llaneros, fue victoria para Cortuluá por 1:0. En esa misma temporada marcó su primer gol, fue el 14 de octubre en la goleada 6:0 a Valledupar Fútbol Club. Para 2020 con los paneleros logró el subtítulo de la temporada, la final la perdió contra Atlético Huila.
En 2019 salió a préstamo al Correcaminos de la UAT de la Segunda División de México, siendo esta su primera experiencia internacional, estuvo seis meses a préstamo en la União Desportiva de Leiria de Portugal. En la temporada 2021, Juan David firmó con Olmedo de Riobamba en Ecuador, equipo con el cual disputará la LigaPro Serie A.

## Clubes
| Club                   | País     | Año         | PJ | Goles |
| ---------------------- | -------- | ----------- | -- | ----- |
| Cortuluá               | Colombia | 2019        | 6  | 1     |
| U. D. Leiria           | Portugal | 2019        | 0  | 0     |
| Correcaminos de la UAT | México   | 2019        | 4  | 0     |
| Cortuluá               | Colombia | 2020        | 8  | 1     |
| Olmedo                 | Ecuador  | 2021 - act. | 34 | 3     |

## Estadísticas
- Actualizado al 9 de agosto de 2021.[5][6]

### Clubes
| Cortuluá · Colombia |               |               |    |    |    |    |    |    |    |       |       |
| 2.ª | 2019          | 6             | 1  | 0  | 0  | -- | -- | 6  | 1  | 0.167 |       |
| 2.ª | 2020          | 2             | 0  | 0  | 0  | -- | -- | 2  | 0  | 0.00  |       |
| Total club | Total club    | 8             | 1  | 0  | 0  | -- | -- | 8  | 1  | 0.125 |       |
| Correcaminos de la UAT · México |               |               |    |    |    |    |    |    |    |       |       |
| 3.ª | 2019          | 4             | 0  | -- | -- | -- | -- | 4  | 0  | 0.00  |       |
| Total club | Total club    | 4             | 0  | -- | -- | -- | -- | 4  | 0  | 0.00  |       |
| Olmedo · Ecuador |               |               |    |    |    |    |    |    |    |       |       |
| 1.ª | 2021          | 31            | 3  | 3  | -- | -- | -- | 34 | 3  | 0.00  |       |
| Total club | Total club    | 0             | 0  | -- | -- | -- | -- | 0  | 0  | 0.00  |       |
| Total carrera | Total carrera | Total carrera | 43 | 4  | 0  | 0  | -- | -- | 43 | 4     | 0.083 |
| (1) Incluye datos de Copa Colombia y Copa Ecuador. (2) Incluye datos de Copa Libertadores y Copa Sudamericana. (3) No incluye goles en partidos amistosos. |               |               |    |    |    |    |    |    |    |       |       |